# Kampina

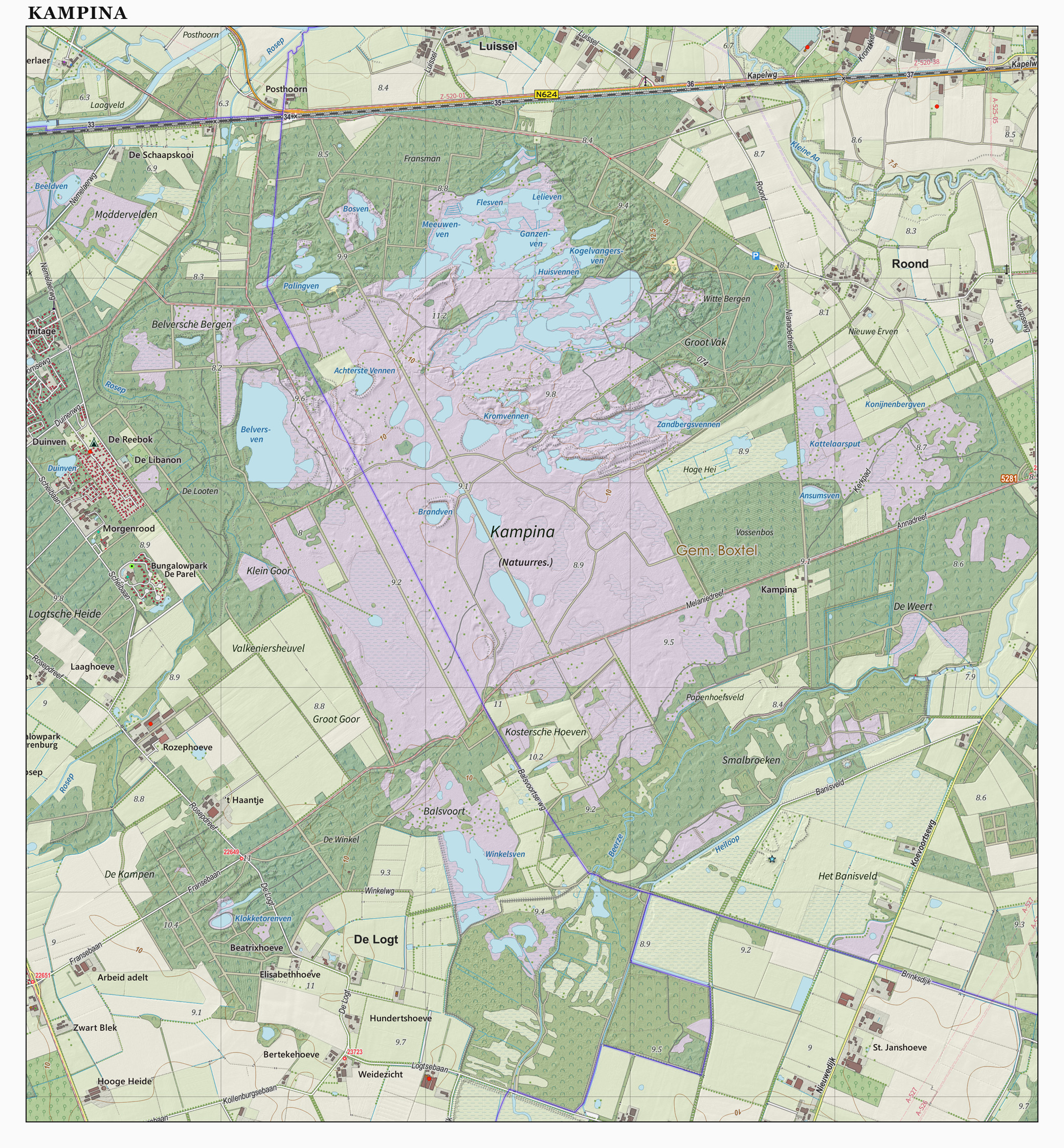
Topografische kaart van de Kampina, per december 2015

De Kampina is een natuurgebied met bos, heide en beekdalen in de provincie Noord-Brabant, gelegen tussen Boxtel en Oisterwijk. Het gebied is sinds 1929 grotendeels eigendom van de Vereniging Natuurmonumenten en is ruim 1200 hectare groot.
De naam verwijst (in het Latijn) naar de Kempen.

## Ligging en omgeving
Naar het westen toe sluit de Kampina aan bij de Oisterwijkse Bossen en Vennen. Naar het oosten toe sluit het gebied bijna aan bij de Mortelen; het Banisveld is een natuurontwikkelingsgebied waar een gat tussen deze beide grote natuurgebieden wordt opgevuld. Daarmee vormt de Kampina een belangrijke schakel van 'het Groene Woud', een samenhangende cluster van grote natuurgebieden in het midden van Brabant tussen Tilburg, 's Hertogenbosch en Eindhoven.
De Kampina maakt, samen met de Oisterwijkse Bossen en Vennen, deel uit van het Natura 2000-gebied Kampina & Oisterwijkse Vennen.

## Heide
De Kampina is een gevarieerd natuurgebied met een uitgestrekt heide, dennenbossen en vele vennen. Centraal ligt de grote Kampinase Heide die gesierd wordt door talrijke vennen zoals het Belversven; meer beschut, in de noordoosthoek van het gebied, liggen de Huisvennen en de Zandbergsvennen, die bijzonder rijk zijn aan libellensoorten. Over de heide klinkt de roep van de wulp. De heide is hier en daar venig en kent bijzondere soorten als lavendelheide. Vooral aan de noordzijde en de oostzijde liggen uitgestrekte (aangeplante) dennenbossen.

## Beekdalen
Er lopen twee beken door de Kampina, de Beerze en de Rosep, meanderend door het gebied. Dankzij de inspanningen van Pieter van Tienhoven (van 1907 tot 1953 penningmeester van de Vereniging Natuurmonumenten) zijn zij voor de golf van ruilverkaveling en kanalisaties gespaard gebleven, waar het natuurschoon langs zoveel andere beken ten onder aan is gegaan. De Beerze is een middelgrote beek met een omvangrijk moerassig beekdal. In de Smalbroeken, een vaak inunderend deel van dat dal, groeien zware moerasbossen van onder andere zwarte els met lianen als hop en kamperfoelie, waarin zich de blauwborst en de sprinkhaanrietzanger verschuilen. In de moerassen en graslandjes komen gagelstruwelen, beenbreek en zeggesoorten voor. De Rosep is binnen de Kampina maar een bescheiden stroompje zonder veel dalvorming.

## Fauna
In de Kampina leven verschillende amfibieën waaronder sinds mei 2016 ook de boomkikker.

## Graf van Tienhoven
De zoon van de vorige eigenaar van de Kampina, Pieter van Tienhoven, heeft zich als voorzitter van Natuurmonumenten zeer ingespannen voor het behoud van de Kampina, het behoud van meanderende beken, en voor de natuurbescherming in het algemeen. Zijn as is uitgestrooid op de Kampina op de plek waar ook zijn gedenksteen is opgericht.

## Recreatie
De Kampina is een geliefd wandelgebied, vooral wanneer de heide bloeit. Er zijn verschillende wandelroutes uitgezet. In het aangrenzende gebied Oisterwijkse Bossen en Vennen heeft Natuurmonumenten een bezoekerscentrum gevestigd.

## Afbeeldingen

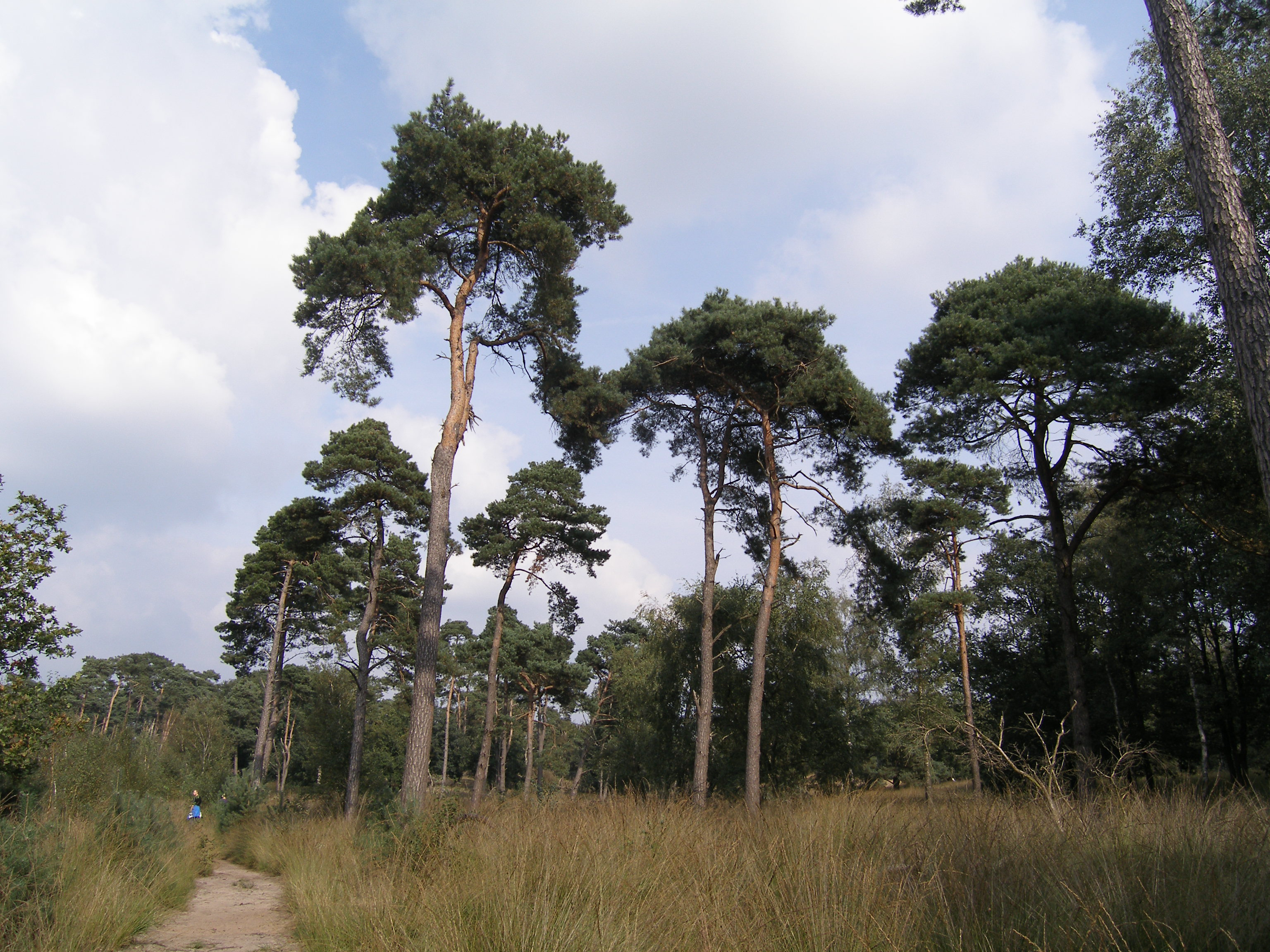
Aangeplant dennenbos